# Kazimierz Przerwa-Tetmajer
Kazimerz Przerwa-Tetmajer, poljski pesnik, prozaik in dramaturg iz obdobja Mlade Poljske, * 12. februar 1865, Ludźmierz, † 18. januar 1940, Varšava. 

## Življenje
Rodil se je 12. februarja 1865 v Ludźmierzu (v bližini Nowega Targa na jugu Poljske) v premožni družini. Njegov oče, Adolf Tetmajer, je bil poslanec v galicijskem narodnem parlamentu, njegov starejši polbrat pa je bil slikar Włodzimierz Tetmajer. Leta 1883 se je družina preselila v Krakov, kjer je obiskoval gimnazijo, ki jo je leta 1884 tudi zaključil. Po maturi se je vpisal na Jagelonsko univerzo, kjer je študiral na oddelku za filozofijo. V času študija je bil med letoma 1889 in 1893 sourednik dnevnika Kurier Polski. V tem času je sodeloval tudi s časopisi Tygodnik Ilustrowany, Kurier Warszawski in Czas. Leta 1895 se je kot tajnik Adama Krasińskega preselil v Heidelberg, nato pa je živel v Krakovu in Zakopanem, medtem pa veliko potoval po Evropi. Med prvo svetovno vojno je podpiral Józefa Piłsudskega in bil politično aktiven. Po vojni se je preselil v Varšavo. Leta 1921 je bil izbran na mesto predsednika Društva pisateljev in novinarjev, leta 1928 je prejel literarno nagrado mesta Varšava, leta 1934 pa je bil imenovan za častnega člana Poljske akademije za književnost.  
Psihična bolezen in izguba vida sta mu onemogočala ustvarjenje v zadnjem desetletju njegovega življenja, umaknil se je tudi iz družabnega življenja, preživljal se je s pomočjo drugih. Leta 1939, kmalu po izbruhu druge svetovne vojne, je prenehal dobivati pomoč, prav tako so mu onemogočili bivanje v hotelu Hotel Europejski. Kmalu zatem je umrl v bolnišnici, 18. januarja 1940. 

## Delo
Zbirka poezij Poezje, ki jo je izdal leta 1891, velja za začetek ustvarjalnosti Przerwe-Tetmajerja. V zbirki se pojavljajo tako značilnosti Mlade Poljske (poljske moderne), kot tudi problematika aktualnih družbenih problemov. Leta 1894 je izdal drugo zbirko, Poezje. Seria Druga, ki mu je prinesla veliko slavo in prepoznavnost, ki jo je nato še bolj utrdila tretja zbirka poezij iz leta 1898, Poezje. Seria trzecia. V njegovih pesmih, ki so bile tudi nekakšni manifesti, prevladuje občutek malodušja in melanholije, kar je bilo značilno za njegovo generacijo. 
Zanimali sta ga filozofija Schopenhauerja in Nietzscheja, pa tudi indijska filozofija, zlasti nirvana, kar je razvidno iz njegove pesmi Hymn do Nirwany (Himna nirvani). V njegovih delih prevladuje dekadenca, značilna za konec 19. stoletja. 
Med letoma 1900 in 1912 je izdal še štiri zbirke poezije, kjer je nadaljeval s podobnimi motivi, vendar se je oddaljil od lirične preprostosti in jih izražal z bolj slikovito, simbolistično liriko. V svoji poeziji se je oddaljil od poljske pesniške tradicije. Pomemben motiv zanj so bile poljske Tatre, katerih naravno lepoto je opisoval v mnogih svojih pesmih. Gorska narava je pogosto prikazana kot pobeg pred melanholijo in opisana na impresionističen način. 
Pisal je tudi prozo. Leta 1896 je izdal zgodbo Ksiądz Piotr, ki je dobila nagrado na natečaju krakovskega časopisa Czas. Med letoma 1903 in 1910 je objavljal ljudske zgodbe, napisane v gorskem narečju prebivalstva Tater, Na skalnym Podhalu, ki danes veljajo za njegovo najboljše delo. Leta 1912 je izdal dva zgodovinska romana o kmečkem življenju z naslovom Legenda Tatr, nato pa med letoma 1913 in 1917 še roman Koniec epopei, ki opisuje čas Napoleona. 
Napisal je tudi tri drame, vendar je bila na odru uprizorjena zgolj tretja, Judasz (1917). Uprizoritev je sicer prejela pozitivne kritike, vendar zaradi upodobitve in ne zaradi vsebine drame, zato so njegove drame hitro odšle v pozabo. 
Za časa svojega življenja je Przerwa-Tetmajer hitro doživel precejšnjo slavo, leta 1912 so celo slavili 25. obletnico njegovega ustvarjanja, vendar je kmalu za tem začel izgubljati priljubljenost, med drugim zaradi psihičnih težav. Danes je poznan zlasti kot pisec dekadenčne lirike.

### Prevodi v slovenščino
- Rokovnjači izpod Tatre (prevedel Alojzij Benkovič)
- O Valčakovi Zofki: novela iz življenja prebivalcev Visoke Tatre v preteklih časih (prevedel Leopold Lenard, v zbirki Trenutki oddiha : igra, povesti, novele, legende z domačih in tujih gredic)